# Deocar

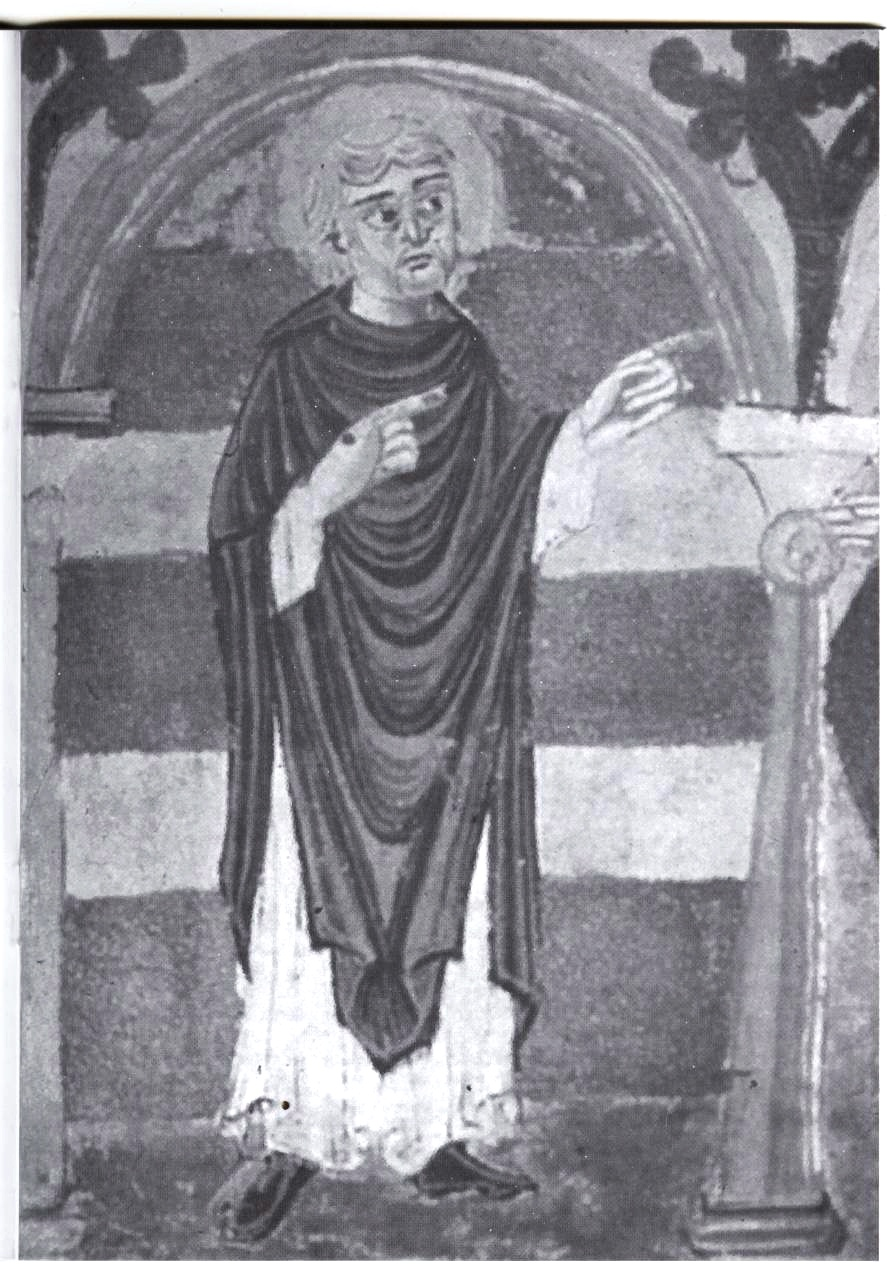
Älteste bekannte Darstellung St. Deocars, aus dem Pontifikale Gundekarianum, um 1072

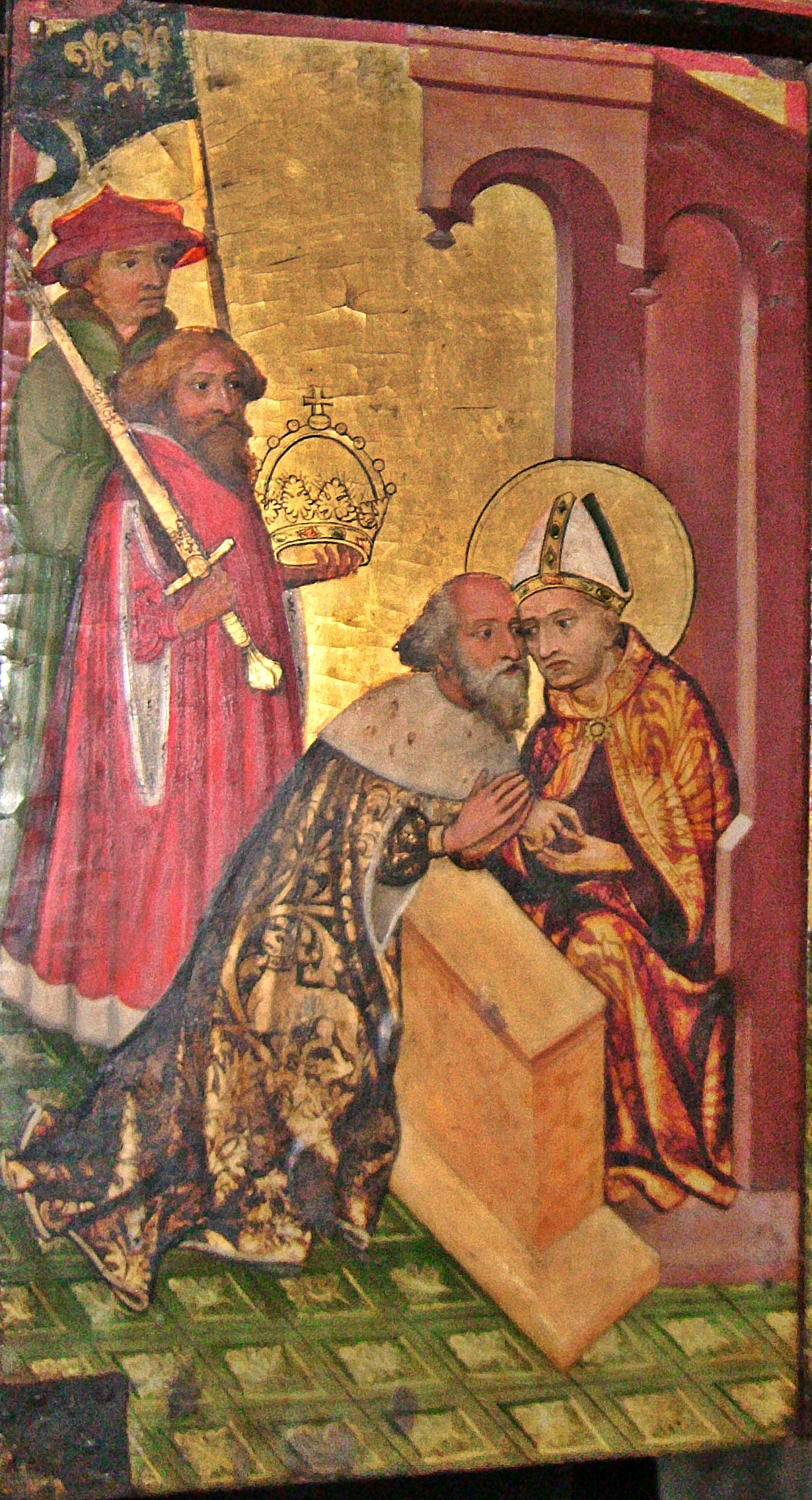
Karl der Große beichtet beim hl. Deocar. Detail vom Deocaraltar, St.-Lorenz-Kirche Nürnberg, 1437

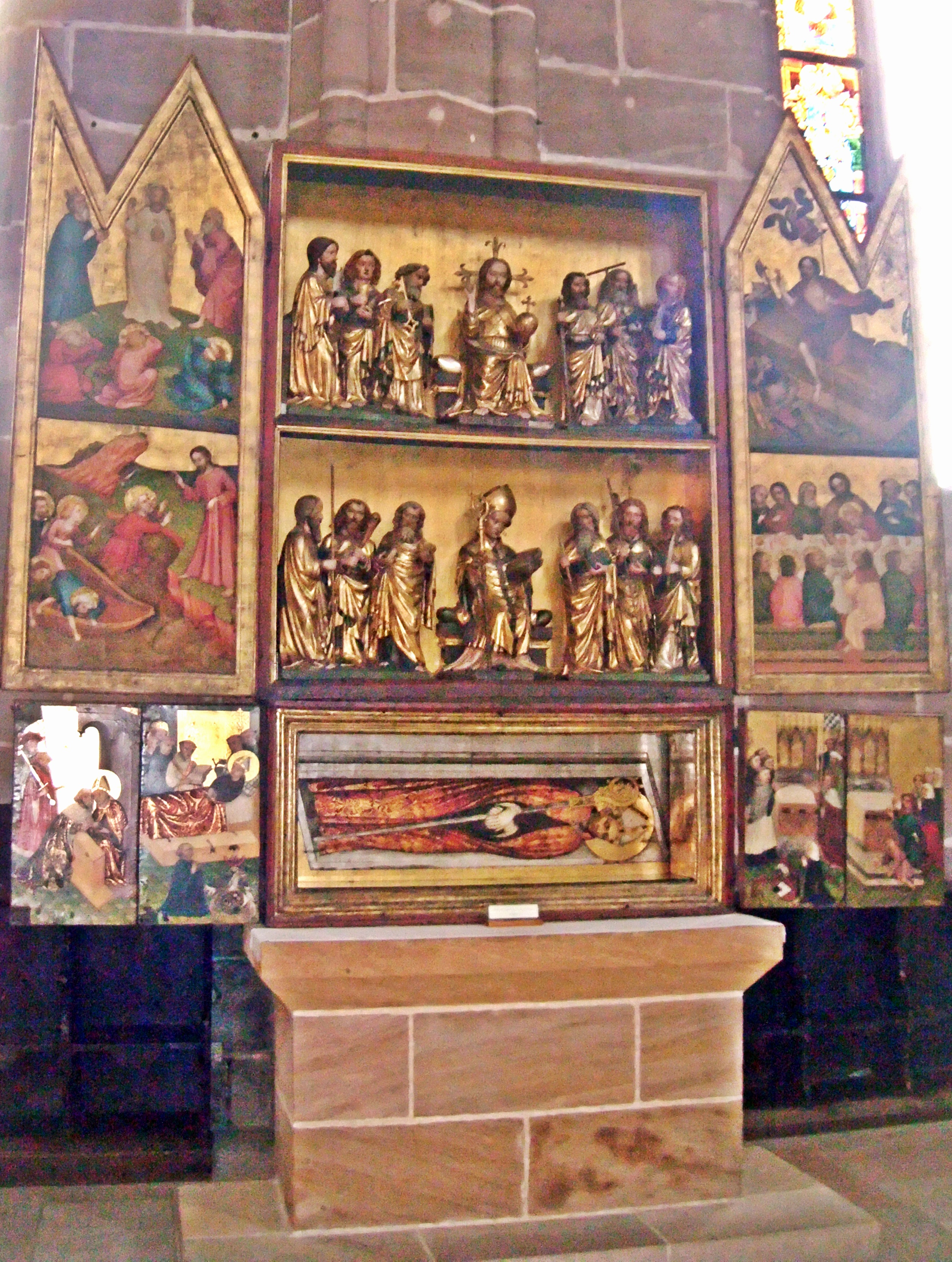
Deocaraltar, in Nürnberg, Lorenzkirche, 1437

Deocar († vor 826; lateinisch Deo carus ‚der von Gott Geliebte; Gottlieb‘; auch: Deochar, Deotker, Dietger, Theotgar) war Abt der Abtei Herrieden und wird heute als Heiliger und in Herrieden als Gründer und Patron der Stadt verehrt.

## Herkunft und Aufstieg als Geistlicher
Der heilige Deocar steht am Anfang kirchlichen Lebens in Herrieden. In ihm dokumentiert sich erstmals Herrieder Ortsgeschichte. Es lässt sich mit Bestimmtheit nicht mehr nachweisen, woher er stammte.
Mitte des 8. Jahrhunderts war Deocar zusammen mit Hrabanus Maurus im Kloster Fulda ein Schüler des gelehrten Alkuin von Tours. Später wurde er dort Mönch und Priester. Studien an der karolingischen Hofakademie folgten in Fulda Jahre eigener Lehrtätigkeit. Wahrscheinlich nach 771 wirkte er als Hofkaplan in der Kanzlei Karls des Großen.

## Abt des Klosters Herrieden und Königsbote
Im Streit mit dem Bayernherzog Tassilo III. erhob der Frankenherrscher Anspruch auf das von Cadolt an der Altmühl gegründete Kloster Hasareoda (das spätere Herrieden) und ernannte Deocar 782/83 zum dortigen Abt. Über die Leitung seiner Klosterfamilie hinaus entfaltete der junge Abt bald unter der Bevölkerung eine ausgedehnte Glaubensverkündigung. Als einziges fränkisches Kloster wird nach der Unterwerfung der Awaren 791/95 die Abtei Herrieden am Missionswerk in der neuen Ostmark beteiligt. Der König übereignete die Orte Melk, Pielach und Grünz an Deocar.
An Weihnachten 800 zum Kaiser gekrönt, beauftragte Karl der Große Deocar mit dem wichtigen Amt eines Königsboten. Zu Regensburg 802 und im Bistum Passau um 804 ist er in dieser Eigenschaft belegt. Aus der Korrespondenz des einflussreichsten Hoftheologen, Alkuin von Tours, ist ein Brief an Deocar überliefert.
Zusammen mit dem Erzbischof von Mainz Haistulph und den hervorragendsten Mönchen des Konvents überträgt Deocar am 1. November 819 bei der Weihe der mächtigen Basilika in Fulda die Reliquien des heiligen Bonifatius in das neue Ehrengrab der Westkrypta.

## Tod und Verehrung als Heiliger

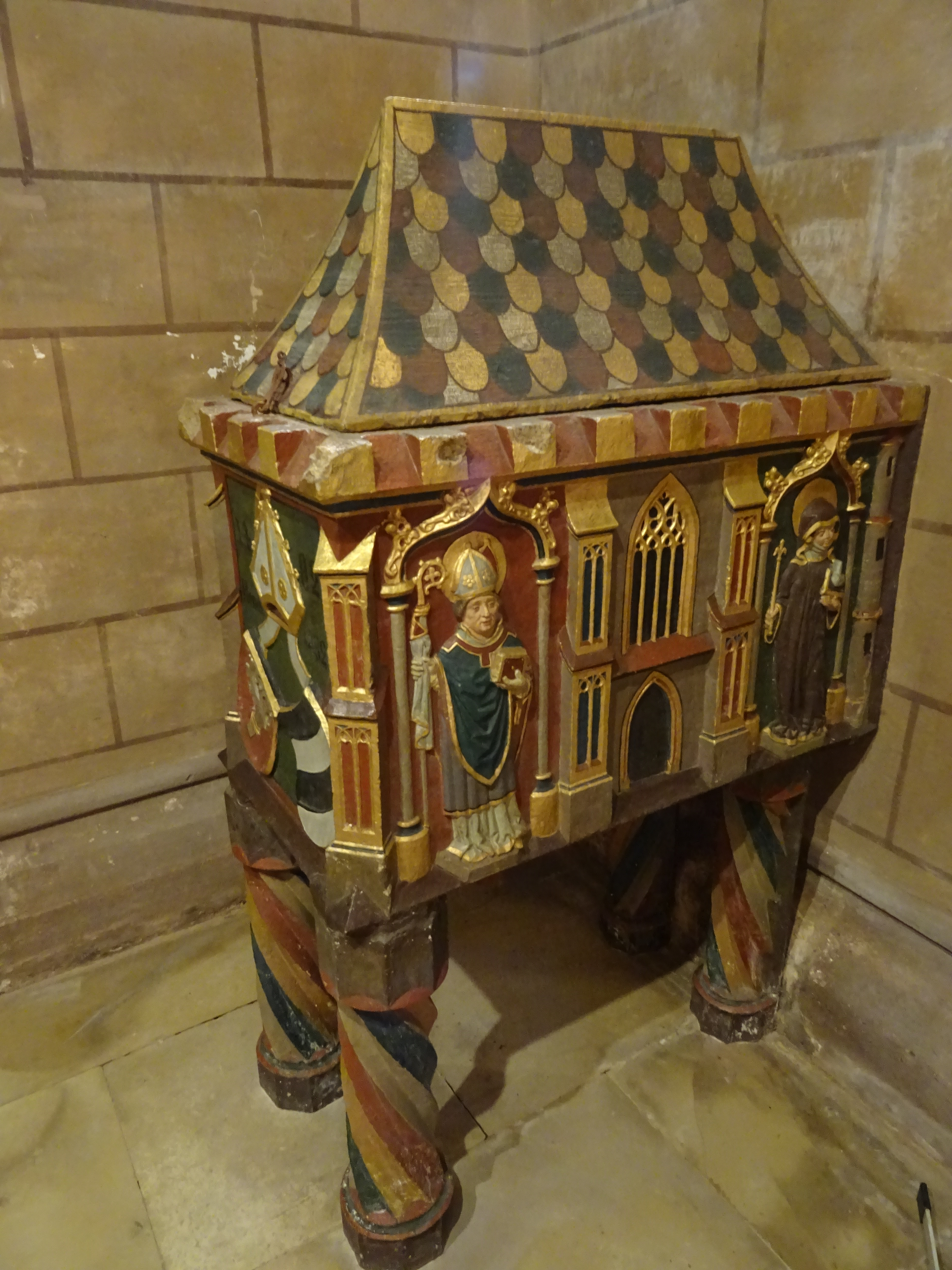
Reliquienschrein des Deocar in der Stiftsbasilika Herrieden, Blasiuskapelle

Erzbischof Arn von Salzburg – Deocar vielfach verbunden – schrieb den Freund vor 821 in das Verbrüderungsbuch des Salzburger Stiftes Sankt Peter unter die lebenden Bischöfe und Äbte ein. Im Verbrüderungsbuch des Klosters Reichenau wird 826 nicht mehr Deocar, sondern nur sein Kloster genannt; demnach könnte er zwischenzeitlich verstorben gewesen sein. Neuere Forschungen nennen auch 829 als Todesjahr. Er wurde in der alten Klosterkirche zu Herrieden bestattet. Dort überdauert Deocars Andenken die Umwandlung der Abtei in ein Chorherrenstift, in dessen neuer Stiftskirche Deocar auch eine zweite Grabstätte fand. Erste Zeugnisse kultischer Verehrung datieren aus der Zeit des Bischofs Gundekar II. von Eichstätt (1057–1075). Im Pontifikale Gundekarianum ist er in einer der Miniaturmalereien dargestellt.
Im Kampf um den Kaisertitel konnte der spätere Kaiser Ludwig der Bayer 1316 Herrieden unter Mithilfe der Stadt Nürnberg erobern und schenkte den Nürnbergern deshalb einen Teil der dort ruhenden Deocar-Reliquien, einschließlich des Hauptes. Diese kamen zur Verehrung in die Nürnberger Lorenzkirche, wo man dem Heiligen einen silbernen Reliquienschrein und einen Altar stiftete, der 1437 gefertigt wurde. St. Deocar avancierte zu einem der Nürnberger Stadtpatron. Es entwickelte sich daraufhin eine bedeutende Wallfahrt, aus deren Erträgen der Bau des großen spätgotischen Hallenchors von St. Lorenz großenteils finanziert wurde. Am Tag nach Pfingsten hielt die Stadt stets eine große Deocarus-Prozession ab, bei der die jüngsten Ratsherren den silbernen Schrein trugen. Mit der Reformation erlosch das Interesse an der Verehrung des Heiligen. Der Altar und der Reliquienschrein blieben jedoch erhalten.
1811 musste der Silberschrein zum Materialwert an das Königreich Bayern ausgeliefert werden und wurde eingeschmolzen. Die ursprünglich darin aufbewahrten Nürnberger Reliquien überführte man 1845 auf Bitte des Eichstätter Bischofs Karl August von Reisach in dessen Kathedrale, wo sie sich noch heute befinden.
Einen kleineren Teil der Reliquien behielt Ludwig der Bayer 1316 für sich selbst und verbrachte sie in die Münchner Residenz, wo sie im Zweiten Weltkrieg durch Bombeneinwirkung zerstört wurden.
Ein weiterer Teil der Reliquien blieb schließlich 1316 in Herrieden zurück. 1472 ließ Bischof Wilhelm von Reichenau dafür ein gotisches Hochgrab errichten und sie darin bergen. Zur 1000-Jahr-Feier der Abtei bettete man 1783 die Gebeine in einen gläsernen Schrein auf dem Hochaltar der Stiftskirche. Im Gefolge der Säkularisation des Stiftes (1804) verblasste die historische Gestalt Deocars fast bis ins Legendenhafte; das Jubiläumsjahr 1982/83, zur 1200-Jahr-Feier der Gründung des Klosters Herrieden, weckte neues Interesse an der Verehrung und der Geschichte des hl. Deocar.
Wallfahrtstag des Lokalheiligen ist der 7. Juni.

## Darstellungen

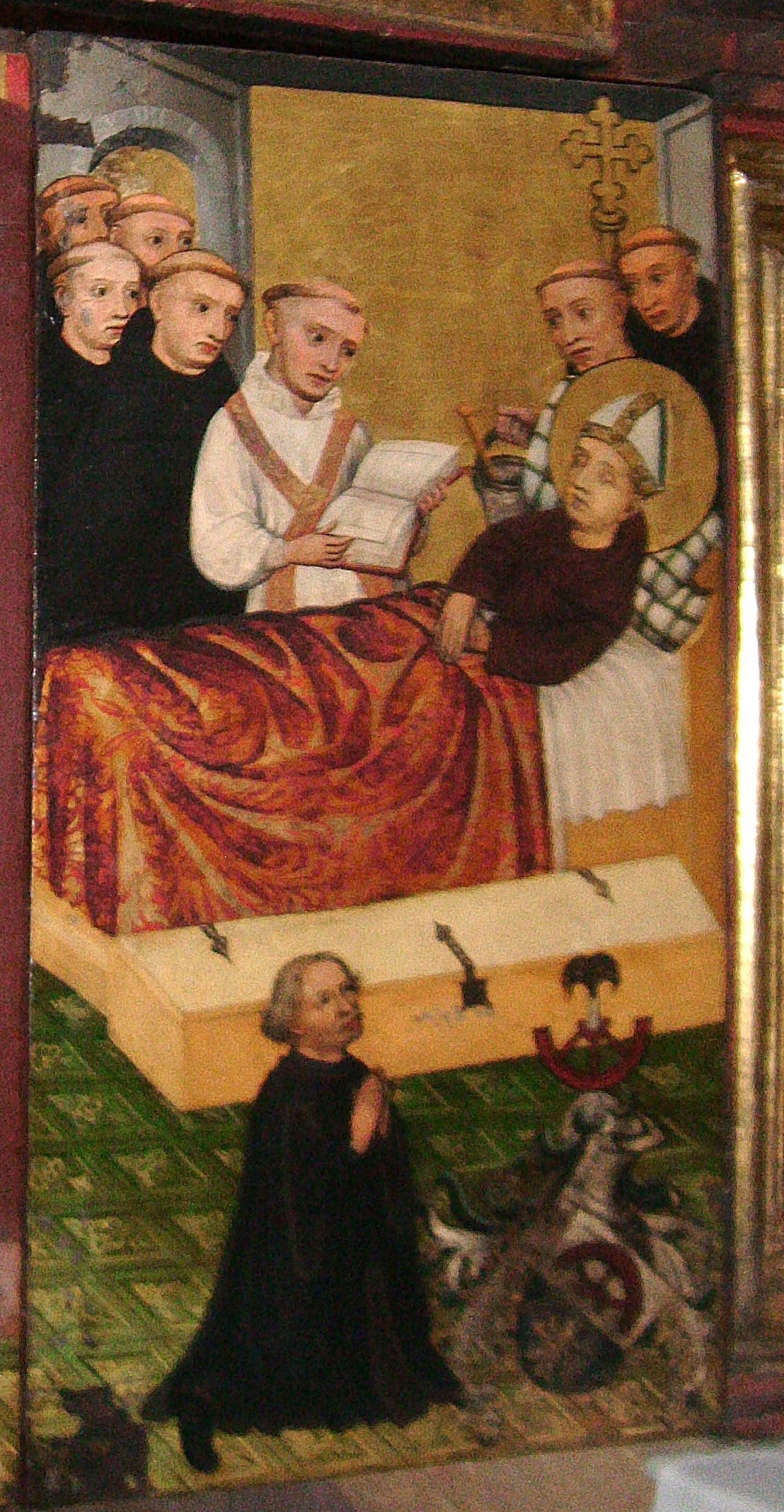
Tod des hl. Deocar. Detail vom Deocaraltar, Nürnberg
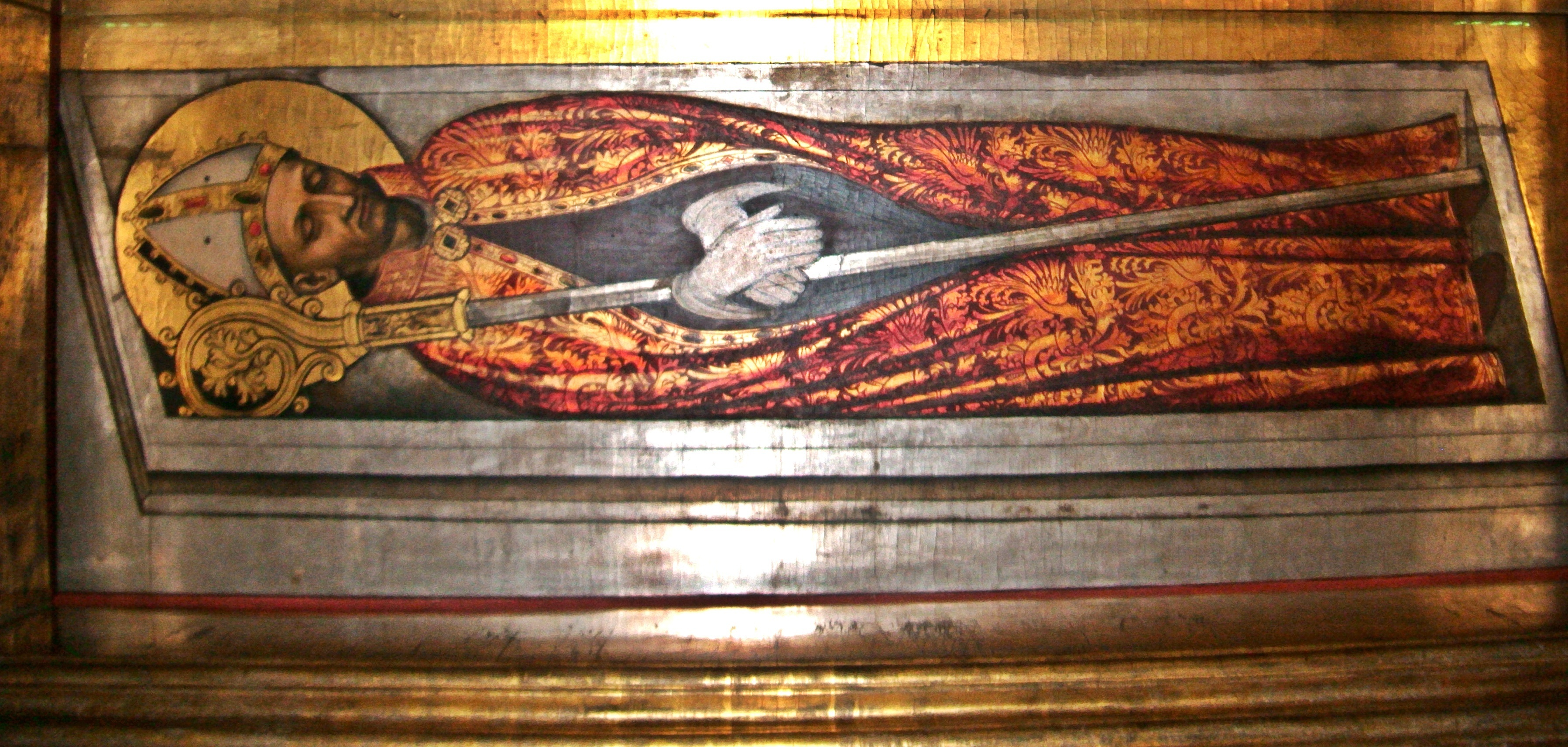
St. Deocar als Toter. Detail vom Deocaraltar (Vorderseite), 1437, St.-Lorenz-Kirche, Nürnberg
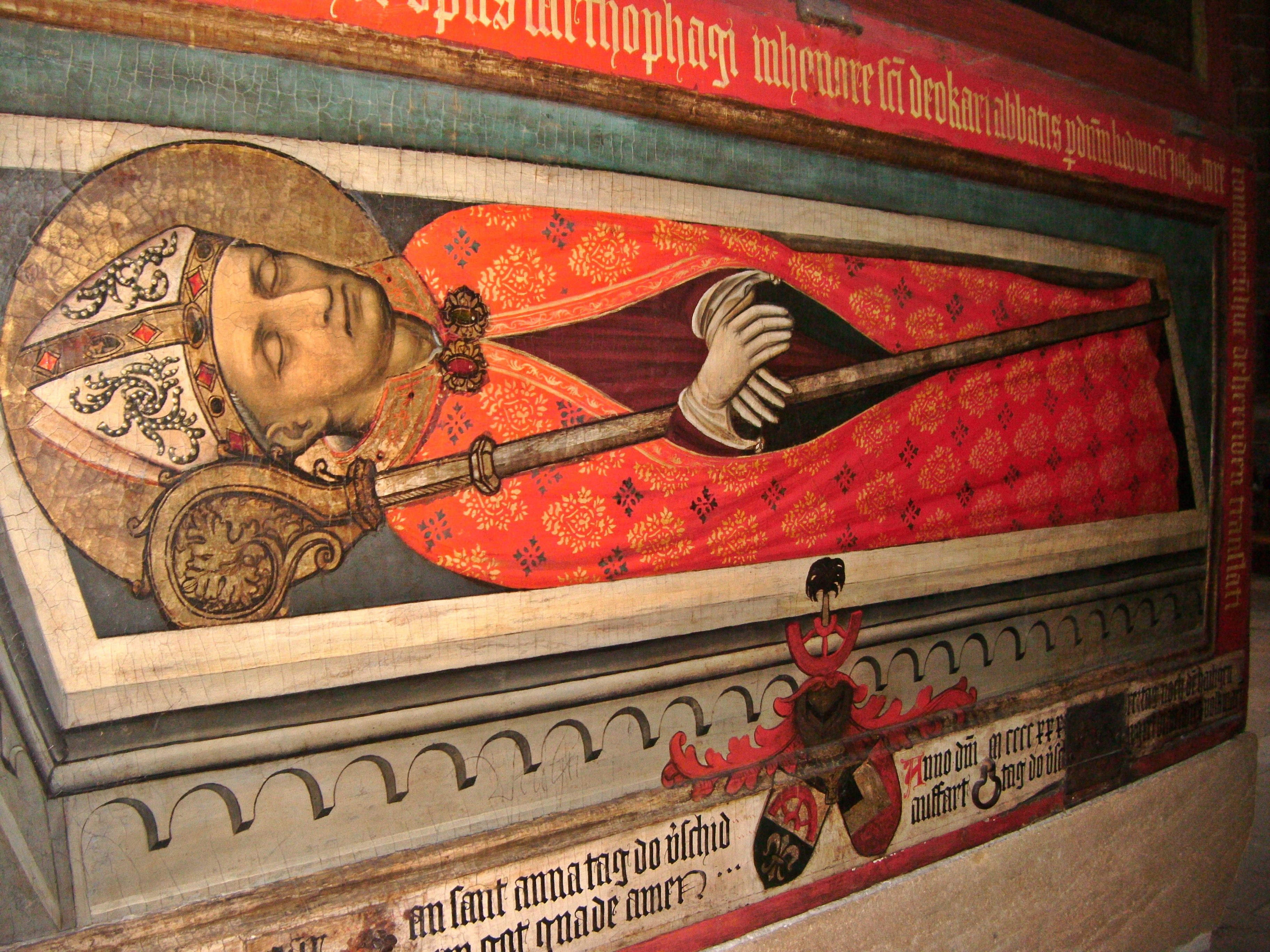
St. Deocar als Toter. Detail vom Deocaraltar, Nürnberg (Rückseite)
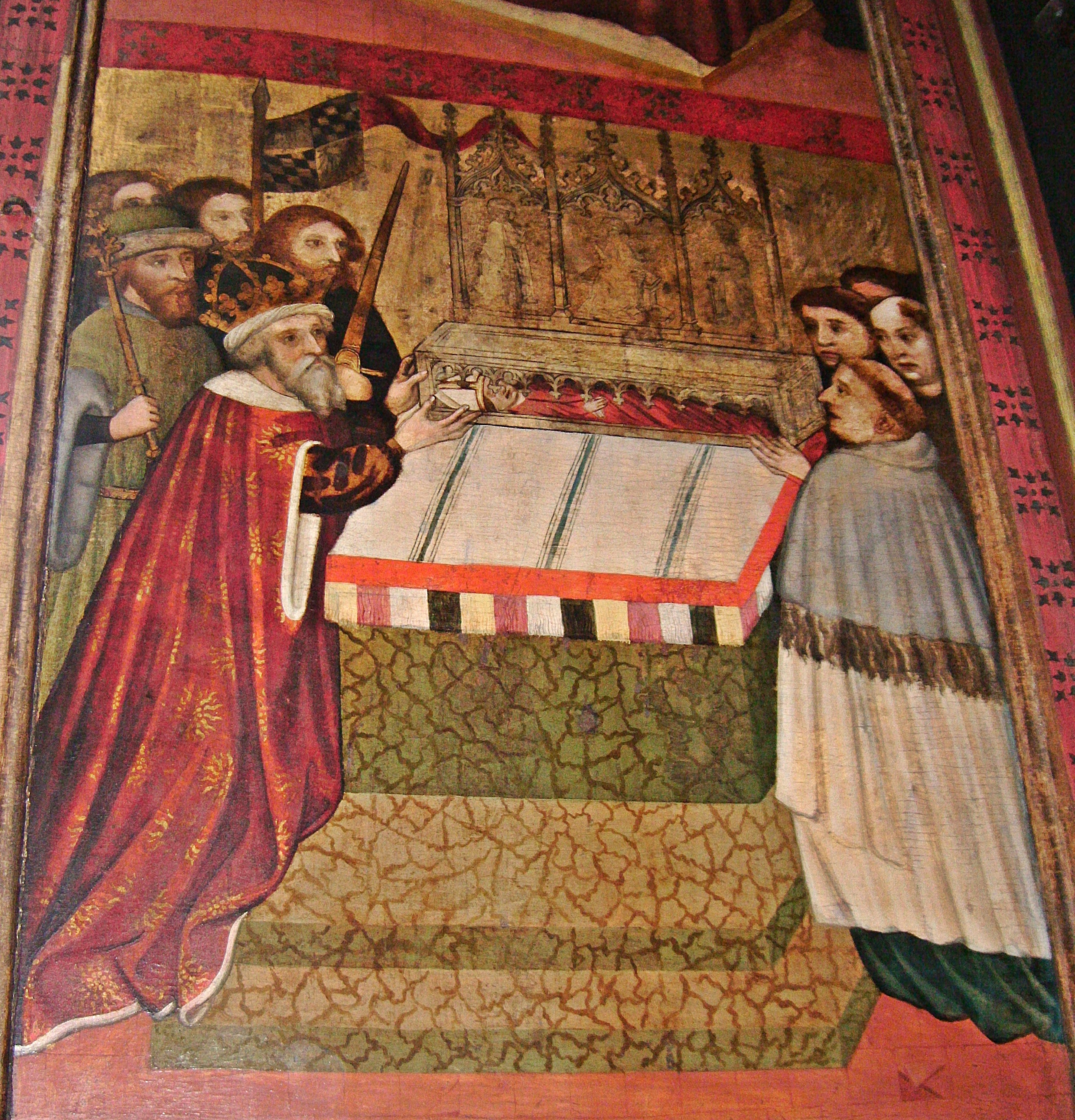
Ludwig der Bayer überbringt die Reliquien des hl. Deocar nach Nürnberg. Detail vom Deocaraltar, Nürnberg